# Øster Sundby
Øster Sundby er et kvarter i Aalborg fem en halv kilometer øst for Aalborg Centrum. Kvarteret udgør den nordvestlige del af Aalborg Øst.
Øster Sundby ligger ved Nordjyske Motorvej og består af den gamle Øster Sundby landsby og nyere boliger. 